# Plumularia delicata
Plumularia delicata är en nässeldjursart som beskrevs av Nutting 1906. Plumularia delicata ingår i släktet Plumularia och familjen Plumulariidae. Inga underarter finns listade i Catalogue of Life.